# Martin Ndzie
Martin Beautrel Atemengue Ndzie (* 16. Januar 2003 in Yaoundé) ist ein kamerunischer Fußballspieler.

## Karriere

### Verein
Ndzie begann seine Karriere beim Renaissance FC. Im August 2021 wechselte er leihweise nach Israel zu Erstligist MS Aschdod. Im Januar 2022 debütierte er gegen den FC Bnei Sachnin für Aschdod in der Ligat ha’Al. Insgesamt kam er während der Leihe zu vier Einsätzen in Israels Oberhaus. Zur Saison 2022/23 wurde er von Aschdod fest verpflichtet. Nach drei Einsätzen zu Beginn der Saison 2022/23 wurde er im September 2022 an Zweitligist Hapoel Ramat Gan verliehen. Für Ramat Gan kam er während der Leihe zu 28 Einsätzen in der Liga Leumit. Zur Saison 2023/24 kehrte er wieder nach Aschdod zurück. In der Saison 2023/24 absolvierte er neun Partien in der höchsten Spielklasse. In der Saison 2024/25 kam er zu 30 Einsätzen.
Im August 2025 wechselte Ndzie zum österreichischen Bundesligisten SK Rapid Wien, bei dem er einen bis 2029 laufenden Vertrag erhielt.

### Nationalmannschaft
Ndzie debütierte im Oktober 2024 in der Afrika-Cup-Qualifikation gegen Kenia für die kamerunische A-Nationalmannschaft.